# ایدن ریگل
 ایدن ریگل (انگلیسی: Eden Riegel؛ زادهٔ ۱ ژانویهٔ ۱۹۸۱) یک هنرپیشه اهل ایالات متحده آمریکا است. وی از سال ۱۹۹۰ میلادی تاکنون مشغول فعالیت بوده‌است.